# Jewdokimowo (obwód wołogodzki)
Jewdokimowo (ros. Евдокимово) – wieś w Rosji, w rejonie grazowieckim obwodu wołogodzkiego. W 2002 liczyła 24 mieszkańców, z kolei w 2010 populacja miejscowości wynosiła 12 osób.